# ハルカル駅
ハルカル駅（ハルカルえき、トルコ語:Halkalı Tren İstasyonu）はトルコのイスタンブールキュチュクチェクメジェにある、トルコ国鉄（TCDD）の駅。

## 概要
シルケジ駅に代わり、イスタンブールにおけるヨーロッパ側の新しいターミナル駅である。路線上はイスタンブール-ピティオン線上の駅で、長距離列車や高速列車、トルコ高速鉄道の始発駅であり、近郊電車のマルマライやハルカル-バフチェシェヒル郊外線も当駅を起点とする。
またヨーロッパ方面への全ての貨物列車のターミナルでもあり、IFB、Express Interfracht、Europe Intermodal、Metransなどの鉄道コンテナ会社に使用されている。

## 歴史
1872年7月22日に開業。2013年6月にチェルケズキョイ-ハルカル間で建設工事が行われたため、この区間の列車は全て運休となった。建設工事は2014年3月に正式に開始され、当初75日間で終わらせる予定であった。しかし工事は2015年に延期されたため工事完了時期も伸び、結局は2019年3月12日に開通した。また、マルマライ区間の反対方向（西方面）にも郊外線を作る動きが出始め、2022年5月23日にハルカル-バフチェシェヒル郊外線の営業が開始された。
2013年6月、DBカーゴはドイツ-ハルカル間を週3本貨物列車を走らせる計画を発表していたが、ハルカル駅は予定通りに再開業できなかったため、チェルケズキョイ駅の貨物スペースを使うことに変更し、ハルカルまでの運行は実現しなかった。
ヨーロッパ方面の貨物列車の輸出税関機能はチャタルジャに移設予定がある。移設後は広大な空き地ができ、今後のプロジェクトに使用される予定。それに伴いイスタンブールのヨーロッパ側の主要高速鉄道駅になる予定。また、イスタンブール地下鉄M1B号線、M11号線の建設も進められている。

## 駅構造
島式ホーム4面8線を有する地上駅で、橋上駅舎を持つ。

### のりば
| イスパルタクル ↑ \| ⇌ 8 7 ⇌ \| ⇌ 6 5 ⇌ \| ⇌ 4 3 ⇌ \| ⇌ 2 1 ⇌ \| ↓ ムスタファ・ケマル |      |                                 |                                                                                      |
| 1 – 2                                                                                | 東行 | マルマライ                      | バクルキョイ・イェニカプ・ソウトリュチェシュメ・ボスタンジュ・ペンディク・ゲブゼ方面 |
| 3 – 4                                                                                | 西行 | ハルカル-バフチェシェヒル郊外線 | バフチェシェヒル方面                                                                 |
| 3 – 4                                                                                | 東行 | YHT                             | アンカラYHT・コンヤ・カラマン方面                                                    |
| 5 – 8                                                                                | 西行 | 長距離列車・国際列車            | チェルケズキョイ・ウズンキョプリュ・カプクレ・ソフィア・ブカレスト方面               |
| 5 – 8                                                                                | 東行 | 長距離列車・国際列車            | アンカラ方面                                                                         |

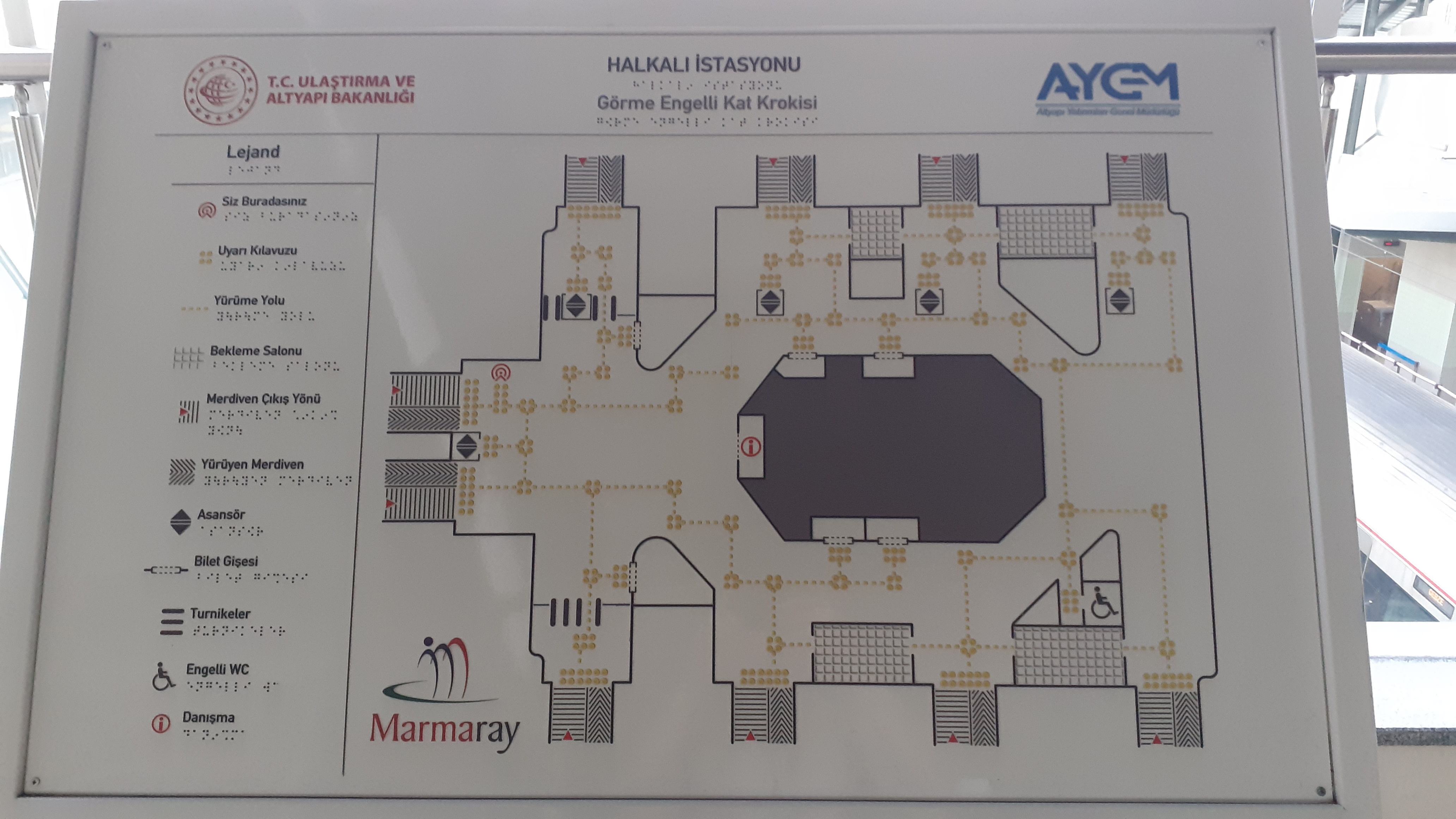
駅構内図
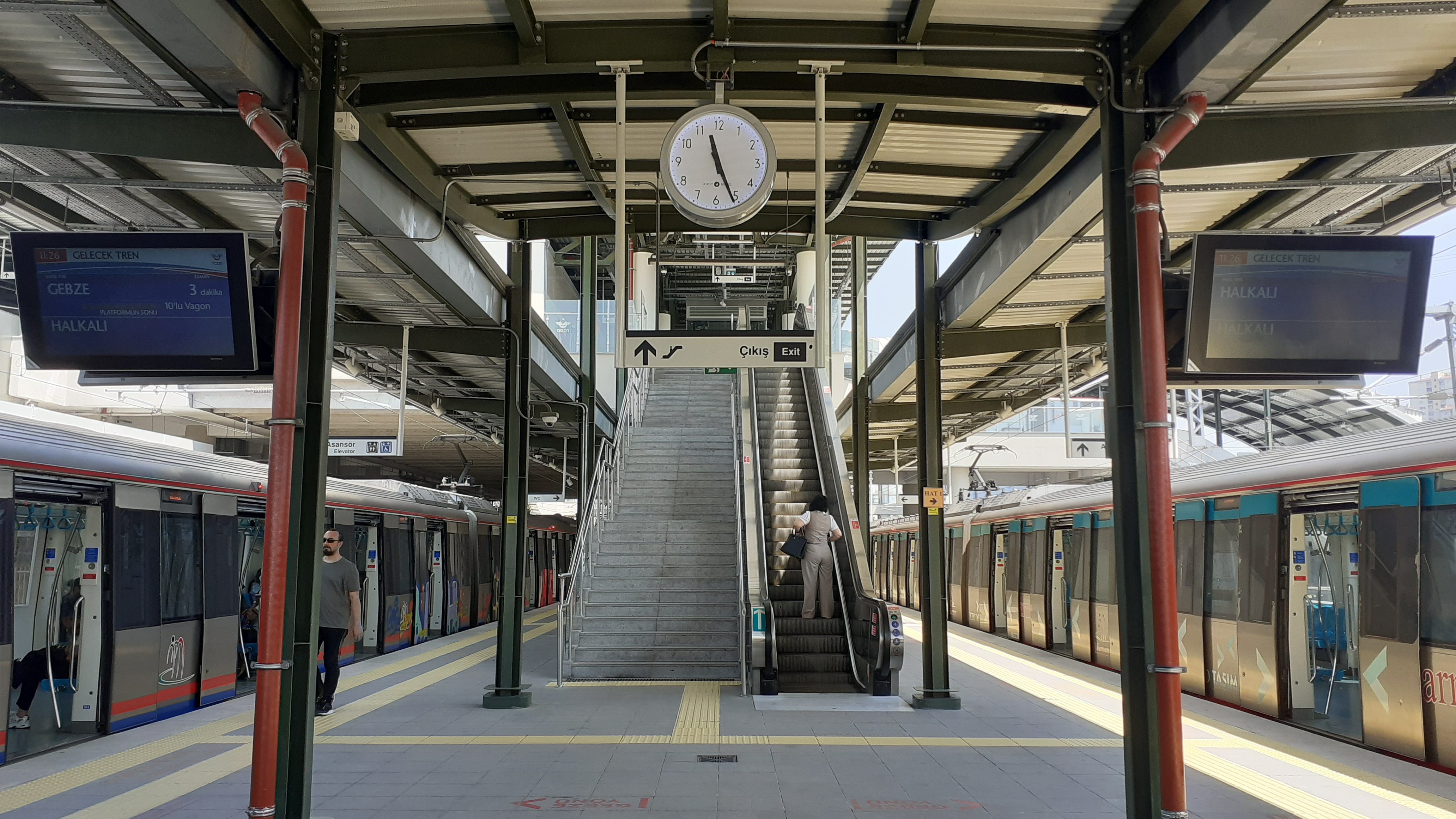
マルマライホーム
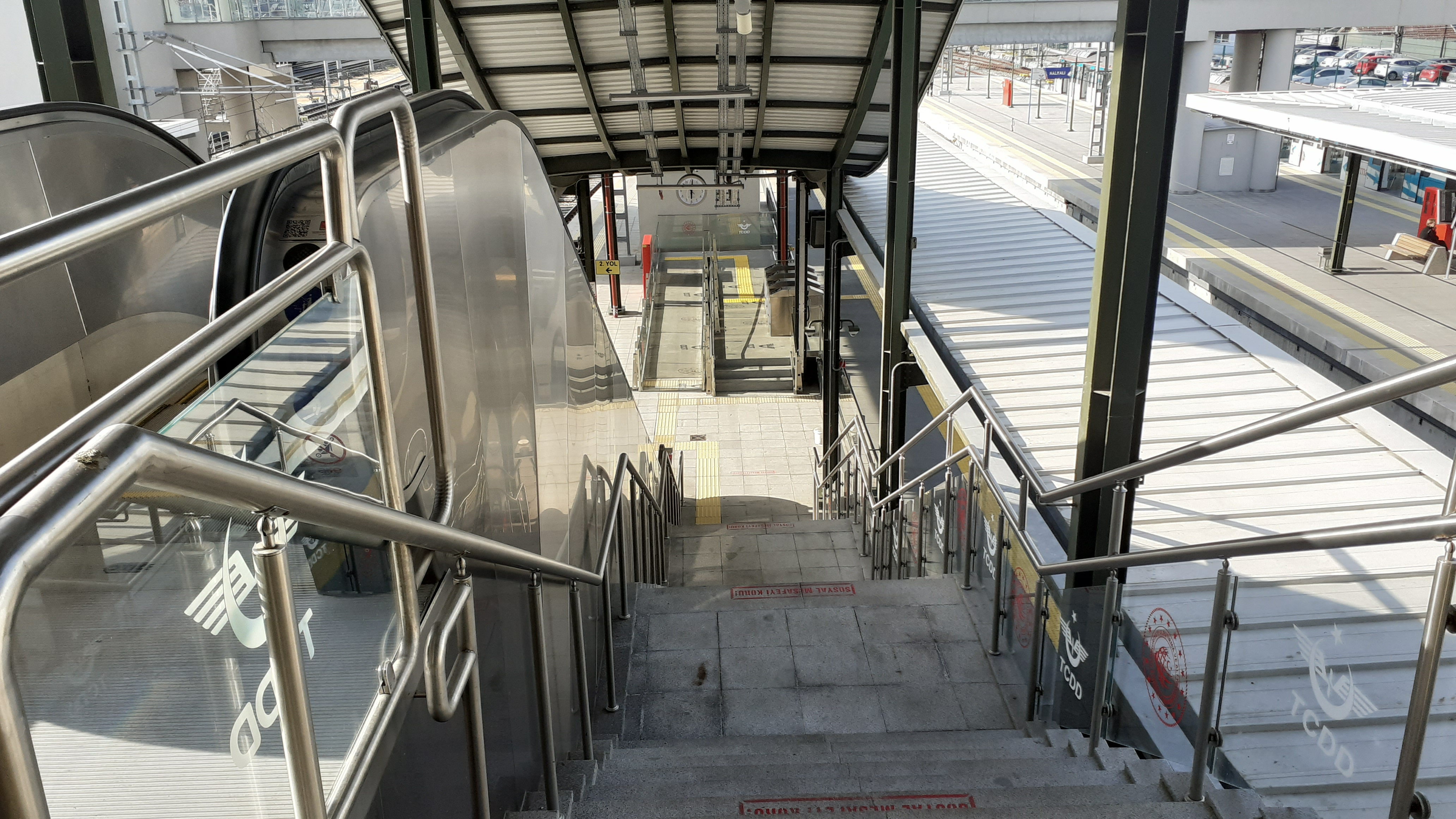
ハルカル-バフチェシェヒル郊外線ホーム

## 駅周辺
駅はキュチュクチェクメジェ湖の隣にあり、ハルカル物流センターとハルカル車両基地が駅周辺にある。キュチュクチェクメジェ北中部の住宅街にも近接する。
- ハルカル税関総局
- TCDD税関倉庫
- TCDD宿泊施設
- チェクメジェ原子力研究訓練センター（トルコ語版、英語版）
- ギョクボラ大学アナトリア高校
- アタチュルク公園

## 隣の駅
トルコ国鉄
アンカラ-イスタンブール高速線、イスタンブール-カラマン高速線、アンカラエクスプレス
バクルキョイ駅 - ハルカル駅
イスタンブール-ソフィアエクスプレス、ボスポラスエクスプレス
ハルカル駅 - チェルケズキョイ駅
イスタンブール-カプクレ地域間鉄道、イスタンブール-ウズンキョプリュ地域間鉄道
ハルカル駅 - イスパルタクル駅
 マルマライ
ハルカル駅 - ムスタファ・ケマル駅
 ハルカル-バフチェシェヒル郊外線
ハルカル駅 - バフチェシェヒル駅